# Daniel Noriega
Gustavo Daniel Noriega Acosta (Puerto Ordaz, 30 marzo 1977) è un ex calciatore venezuelano, di ruolo attaccante.

## Carriera

### Club
Ha giocato per Rayo Vallecano in Spagna e Club Atlético Unión all'estero, oltre ad due brevi esperienze allo Sporting Cristal e all'Independiente Medellín; ha trascorso il resto della sua carriera giocando in Venezuela.

### Nazionale
Con la Nazionale di calcio venezuelana ha giocato dal 1996 al 2005, disputando tre edizioni della Copa América.